# السينما الآسيوية

يقصد ب السينما الآسيوية التي تعرف أحيانا كذلك بٱسم السينما الشرقية صناعة السينما والأفلام وجل الإنتاجات السينمائية المنتجة في قارة آسيا.
لكن غالبا ما يتم ٱستخدام مصطلح السينما الشرقية للإشارة إلى سينما شرق، جنوب شرق وجنوب آسيا، أما سينما غرب آسيا فتصنف أحيانا كجزء من سينما الشرق الأوسط، خاصة السينما المصرية. وتمثل السينما الآسيوية سينما اليابان ، الصين ، هونغ كونغ ، تايوان وكوريا الجنوبية ، بما في ذلك صناعة أعمال الرسوم المتحركة اليابانية أنمي وأفلام الإثارة لدولة هونغ كونغ.
ويمكن تقسيها إلى فئات مختلفة :
- السينما في جنوب شرق آسيا : تمثل سينما الفلبين ، تايلاند ، إندونيسيا وغيرها من دول جنوب شرق آسيا.
- السينما في آسيا الوسطى وجنوب القوقاز : السينما الإيرانية وطاجيكستان.
- سينما غرب آسيا : السينما العربية ، السينما التركية ، السينما الإيرانية والسينما اليهودية.
- السينما في جنوب آسيا : تمثل السينما الهندية التي تشمل بوليوود ، جنوب الهند ، البنغال و صناعة السينما البنجابية ، هذه الأخيرة التي يمكن ربطها كذلك بالسينما الباكستانية (جنبا إلى جنب مع السينما الأردية ) في حين تتميز البنغالية بالسينما البنغلاديشية.
- تهيمن على سينما شمال آسيا : السينما الروسية السيبيرية ، وبالتالي تعتبر جزأ من السينما الأوروبية.
- السينما في شرق آسيا
- السينما في جنوب غرب آسيا